# 7-й танковий корпус (СРСР)
7-й танковий корпус — оперативно-тактичне військове об'єднання в складі ЗС СРСР періоду Другої Світової війни.

## Історія
Корпус розпочав своє формування 17 квітня 1942 року в місті Калінін на базі 3-ї гвардійської танкової бригади.
Перший бій корпусу відбувся під Воронежем, де протягом червня-липня 1942 року тривали важкі бої проти танкового угруповання німців в районі Землянська.
25 серпня 1942 року рішенням Ставки ВГК 7-й танковий корпус перекинуто під Сталінград. У складі 1-ї гвардійської армії корпус з ходу перейшов у наступ. Після важких боїв, втративши 156 танків з 191, корпус було відведено в другий ешелон. Знову в бій вступив 24 вересня в районі Єрзовки.
Після значних втрат 30 жовтня 1942 року корпус виведено зі складу фронту і направлено для поповнення й переформування.
7 грудня 1942 року 7-й танковий корпус включено до складу 5-ї ударної армії і вдруге направлено під Сталінград. Протягом 12-15 грудня корпус вів бої по ліквідації важливого німецького плацдарму на річках Дон і Чір в районі Ричковський — Верхньо-Чірський. Після цього вів жорстокі бої проти Котельниковського угруповання Е. Манштейна. 29 грудня 1942 року корпус вигнав німців та відновив радянську владу в місті Котельникове.
Наказом НКО СРСР № 413 від 29 грудня 1942 року 7-й танковий корпус перетворений в 3-й гвардійський танковий корпус і отримав почесне найменування «Котельниковський».

## В складі діючої армії
- з 17 квітня 1942 року по 30 жовтня 1942 року.
- з 7 грудня 1942 року по 29 грудня 1942 року.

## Командування корпусу

### Командир
- генерал-майор т/в Ротмістров Павло Олексійович (з 17 квітня по 29 грудня 1942 року).

### Начальник штабу корпусу
- полковник Сєров Олександр Михайлович (з 18 квітня по серпень 1942 року);
- полковник Баскаков Володимир Миколайович (з серпня 1942 року);
- полковник, генерал-майор Малишев Михайло Іванович.

### Військовий комісар
- бригадний комісар, з 05 грудня 1942 року — полковник Шаталов Микола Васильович (з 19 квітня по 29 грудня 1942 року).

## Склад корпусу
- Управління корпусу;
- 3-тя гвардійська танкова бригада;
- 62-га танкова бригада;
- 87-ма танкова бригада;
- 7-ма мотострілецька бригада;
- Корпусні частини:
  - 7-ма окрема автотранспортна рота підвозу ПММ;
  - 114-та рухома авторемонтна база;
  - 177-ма рухома ремонтна база;
  - 2106-та польова каса Держбанку.